# Гольдман, Михаил Аронович
Михаил Ясень (настоящее имя Михаил Аронович Гольдман; 18 августа 1924, Минск — 10 мая 2006, Минск) — русский советский и белорусский поэт-песенник.

## Биография
Родился 18 августа 1924 года в Минске. Войну встретил в Сталинграде — работал на метизном заводе. Летом 1942 года пошёл на фронт, получил боевые награды.
Окончил Белорусский политехнический институт.
На стихи бывшего фронтовика написано немало песен. Самые известные из них: «Майский вальс» («Весна сорок пятого года»), «Обелиски», «Память сердца», «Письмо из 45-го», «Поклонитесь, внуки, деду» и многие другие. Написаны песни Михаилом Ясенем в соавторстве с лучшими белорусскими композиторами: В. Оловниковым, Семеняко, Захлевным, Лученком, Зарицким, Войтиком, Смольским.
13 октября 2003 года был награждён почётной грамотой Национального собрания Республики Беларусь за заслуги в развитии национальной культуры и значительный вклад в реализацию социальной политики Республики Беларусь.
Умер Михаил Ясень в результате сердечного приступа в Минске 10 мая 2006 года. Похоронен на Восточном кладбище.